# Ермолович, Василий Михайлович
Василий Михайлович Ермолович (20 января 1929, деревня Девяница, Высокогорский сельсовет, Березинский район, Минский округ, Белорусская ССР — 14 декабря 2014, Старый Оскол, Белгородская область) — бригадир машинистов экскаватора Соколовско-Сарбайского горно-обогатительного комбината имени В. И. Ленина Министерства чёрной металлургии СССР, Кустанайская область, Казахская ССР. Герой Социалистического Труда (1977). Лауреат Государственной премии Казахской ССР.

## Биография
Родился в 1929 году в многодетной крестьянской семье в деревне Девяница Высокогорского сельсовета (сегодня — Погостский сельсовет) Березинского района. Окончил начальную школу. Его отец был председателем местного колхоза «Серп», который во время Великой Отечественной войны возглавлял партизанский отряд. С 14-летгнего возраста до июля 1944 года воевал рядовым бойцом в 3-й Березинской партизанской бригаде. После освобождения Белоруссии вступил в июле 1944 года в колхоз. В послевоенное время трудился на различных предприятиях, одновременно обучаясь в школе рабочей молодёжи. В последующем проходил срочную службу в Красной Армии в бронетанковых войсках.
После армии в 1953 году поехал в Свердловскую область, где трудился машинистом бульдозера, экскаваторщиком на добыче бурого угля в тресте «Волчанскуголь». С 1960 года проживал в городе Рудный Кустанайской области. Участвовал в строительстве Соколовско-Сарбайского горно-обогатительного комбината, после ввода которого перешёл на добычу железорудной руды. Возглавлял экипаж экскаватора ЭКГ-4 (поздняя модификация — ЭКГ-5А).
Экипаж экскаваторщиков под его руководством ежегодно показывал высокие трудовые результаты. Досрочно выполнил коллективное социалистическое обязательство и плановые задания Семилетки (1959—1965) за три года. За выдающиеся трудовые достижения по итогам работы в годы Семилетки был награждён Орденом Трудового Красного Знамени. Член КПСС. В 1965 году избран освобождённым секретарём партийного комитета комбината. После возвращения с партийной работы продолжил трудиться машинистом на новом экскаваторе ЭКГ-8И, затем был назначен бригадиром экскаваторщиков.
В конце 1970 года ему доверили собрать новый экскаватор Ижевского производства. По итогам работы за годы Восьмой пятилетки (1966—1970) награждён Орденом «Знак Почёта». В 1971 году вместе с бригадой выдал на гора более двух миллионов руды. В 1972 году бригада почти вышла на проектную мощность экскаватора (2 миллиона 500 тысяч тонн), в 1973 году выдала более трёх миллионов тонн руды. За выдающиеся трудовые достижения по итогам работы в 1973 году был награждён Орденом Ленина.
Бригада под его руководством в последующие годы Девятая пятилетка (1971—1975) и первые годы Десятой пятилетки (1976—1980) показывала высокие трудовые результаты. Указом Президиума Верховного Совета СССР от 12 мая 1977 года удостоен звания Героя Социалистического Труда за «выдающиеся успехи в выполнении принятых социалистических обязательств по увеличению выпуска и улучшению качества продукции, повышению производительности труда» с вручением ордена Ленина и золотой медали «Серп и Молот» (№ 18806).
В 1984 году вышел на пенсию. Будучи пенсионером, трудился более 10 лет мастером производственного обучения по подготовке машинистов экскаватора в техническом училище № 1. Воспитал более 270 молодых рабочих.
С 2001 года проживал в Старом Осколе. Персональный пенсионер союзного значения. Умер в декабре 2014 года.
Награды
- Герой Социалистического Труда
- Орден Ленина — дважды (19.02.1974; 1977)
- Орден Трудового Красного Знамени (22.03.1966)
- Орден «Знак Почёта» (30.03.1971)
- Лауреат Государственной премии Казахской ССР[2].